# Oratorio di Santa Maria dell'Orto
Oratorio di Santa Maria dell'Orto är ett oratorium i Rom, helgat åt Jungfru Maria. Oratoriet är beläget vid Via Anicia i Rione Trastevere och tillhör församlingen San Francesco d'Assisi a Ripa Grande.

## Beskrivning
Oratoriet är beläget i anslutning till kyrkan Santa Maria dell'Orto.
Oratoriet uppfördes år 1563 och restaurerades av Luigi Barattone år 1702. Taket och väggarna är smyckade med fresker föreställande Jungfru Maria, Jesusbarnet och helgon.
- Jungfru Marie himmelsfärd
- Jungfru Maria och Barnet uppenbarar sig för den helige Carlo Borromeo
- Johannes Döparen
- Den helige Ignatius
- Den heliga Klara
- Ärkeängeln Gabriel
- Den helige Filippo Neri med den heliga Familjen
- Den helige Franciskus mottar stigmata
- Johannes Döparens huvud överlämnas till Herodes
- Flykten till Egypten
- Den helige Dominikus
- Den helige Familjen med den heliga Anna och Joakim
- Själarna i Skärselden
- Vila under flykten till Egypten
- Den helige Antonius av Padua
- Aposteln Bartolomaios
- Den heliga Maria Magdalenas upptagande i himmelen
- Den helige Markus
- Den helige Petrus
- Den heliga Teresa
- Herdarnas tillbedjan

Oratoriet restaurerades ånyo år 1822 under ledning av Paolo Anzani. I samband med detta förbättrades freskernas kolorit av Giovanni Maria Burri, och Carlo Sampieri utförde ytterligare dekorationer.